# Paul Canart
Paul Canart (Cuesmes, 25 ottobre 1927 – Bruxelles, 14 settembre 2017) è stato un bibliotecario, paleografo, docente, linguista e presbitero belga.

## Biografia
Fu assunto nel 1957 come scriptor graecus alla Biblioteca apostolica vaticana e vi rimase per quaranta anni: diresse il dipartimento manoscritti e fu vice prefetto, dal 1994 fino al 1997, quando andò in pensione. Si specializzò in particolare nello studio e nella catalogazione dei manoscritti greci antichi. Insegnò paleografia greca alla Scuola vaticana di paleografia diplomatica e archivistica, di cui fu direttore dall'anno scolastico 1979/1980 a quello 1984/1985; fu accolto come socio all'Accademia dei Lincei e fu protonotario apostolico. È sepolto nel cimitero di Forest. Le sue carte sono state donate dai nipoti alla Biblioteca apostolica vaticana.

## Attività come catalogatore
Nel suo lavoro di catalogazione di antichi manoscritti greci ha individuato, nel manoscritto Vaticano greco 1823, quattro fogli di una Refutazione, scritta da Euterio di Tiana, un autore del V secolo. I manoscritti greci della Vaticana appartengono a vari generi, profani come religiosi. Tra i profani ci sono opere di epica, di lirica, di oratoria, di teatro, di storia e corrispondenze e commentari, risalenti a varie epoche; tra i religiosi si trovano Bibbia, esegetica, poesia sacra, agiografia, letteratura ascetica. Il lavoro di catalogazione deve comprendere anche la datazione del manoscritto e presuppone la conoscenza dei testi. Paul Canart ha collaborato a riviste scientifiche come Scriptorium, Byzantion, Analecta Bollandiana, Scrittura e civiltà, Serta Tyriniana, Leimonis, Revue de Philologie,  Le Museon, Studia codicologica, Scriptorium, Thesaurismata, Bollettino dell'Istituto centrale per la patologia del libro Alfonso Gallo, Orientalia Christiana Periodica, Studien zum Patriarchatsregister von Konstantinopel, Analecta papyrologica, La Paléographie grecque et byzantine, Praktika tes Akademias Athenon.
Ha anche collaborato a volumi di miscellanee, come Melanges Venance Grumel; Palaeographica diplomatica et archivistica: studi in onore di Giulio Battelli; Miscellanea codicologica F. Masai dicata; Nicola Sofianos e la commedia dei tre tiranni di A. Ricchi; Venezia centro di mediazione tra Oriente e Occidente (secoli XV-XVI): aspetti e problemi; Studi offerti a Roberto Ridolfi; Philomathestatos: studies in Greek and Byzantine texts presented to Jacques Noret for his sixty-fifth birthday; Calabria bizantina: tradizione di pietà e tradizione scrittoria nella Calabria greca medievale.

## Scritti

### Libri
- (FR)   Paul Canart, Les "Vaticani Graeci" 1487-1962: notes et documents pour l'histoire d'un fonds de manuscrits de la Bibliothèque vaticane, Città del Vaticano, Biblioteca apostolica vaticana, 1979, SBN CFI0467096.
- Il libro manoscritto - appunti dalle lezioni del prof. Paul Canart, Città del Vaticano, Biblioteca Apostolica Vaticana; Scuola di Biblioteconomia, 1981-1982, SBN RMS2517656.
- Paul Canart, Paleografia e codicologia greca: una rassegna bibliografica, Città del Vaticano, Scuola Vaticana di Paleografia, Diplomatica e Archivistica, 1991, SBN MIL0099172.
- Paolo Eleuteri e Paul Canart, Scrittura greca nell'umanesimo italiano, Milano, Il Polifilo, 1991, SBN RAV0189478.
- Santo Lucà e Paul Canart (a cura di), Codici greci dell'Italia meridionale, Roma, Ministero per i beni e le attivita culturali, 2000, SBN RML0089790.

### Collaborazioni a riviste e a miscellanee
- (FR) Nicéphore Blemmyde et le memoire adressé aux envoyés de Grégoire IX, in Orientalia Christiana periodica: commentarii de re Orientali aetatis Christianae sacra et profana, vol. 25, n. 3-4, Roma, Pontificium Institutum Orientalium Studiorum, 1959,  pp. 310-325, SBN CFI0360525.
- (FR) Nouveaux inedits de Michel Psellos, in Mélanges Venance Grumel, vol. 2, Paris, Institut francais d'études bizantines, 1967,  pp. 43-60, SBN VEA0013879.
- (FR) Recentissimus, non deterrimus: le texte de la lettre 2e de Gregoire de Nysse dans la copie d'Alvise Lollino (cod. Vaticanus gr. 1759), in Zetesis: album amicorum: door vrienden en collegas aangeboden aan E. de Strycker, Antwerpen-Utrecht, De Nederlandsche Boekhandel, 1973,  pp. 717-731, SBN UFI0302468.
- (FR) Thomas Trivizanos le cretois et Thomas Trevisan le Venitien, in Pepragmenon, diethnous kretologikou synedriou, vol. 3, Athenais, s.e., 1974,  pp. 29-31, SBN PUV1046664.
- (FR) Jean Nathanael et le commerce des manuscrits grecs a Venise au XVI siècle, in Venezia centro di mediazione tra Oriente e Occidente (secoli XV-XVI): aspetti e problemi, vol. 2, Firenze, Leo S. Olschlki, 1977,  pp. 417-438, SBN SBL0149690.
- (FR) Demetrius Damilas alias le "Librarius Florentinus", in Rivista di studi bizantini e neoellenici, n. 14-16, Roma, s.e., 1977-1979,  pp. 281-347, SBN VEA0038697.
- (FR) Les palimpsestes des fond grecs de la bibliothèque vaticaine: Une liste sommaire et quelques précisions, in Philomathestatos: studies in Greek and Byzantine texts presented to Jacques Noret for his sixty-fifth birthday, Leuven, Peeters en Departement Oosterse studies, 2004,  pp. 45-55, SBN TO01366445.

### Curatele
- La Bible du Patrice Léon: Codex Reginensis Graecus 1: commentaire codicologique, paléographique, philologique et artistique, Città del Vaticano, Biblioteca Apostolica Vaticana, 2011, SBN PAR1203931.

### Conferenze
- (FR)  Cinquante ans à la Bibliothèque vaticane, in Le livre et l'estampe, n. 51, 2005, pp. 7-28.[3]
- (FR)  La paléographie est-elle un art ou une science?, in Scriptorium, n. 60, 2006, pp. 159-185.[4]
- Consigli fraterni a giovani catalogatori di libri manoscritti, in Gazette du livre medievale, n. 50, 2007, pp. 1-13.[5]